# 海拉尔区
海拉尔区是中國内蒙古自治区呼伦贝尔市的一個市轄區，呼伦贝尔市政府所在地。管辖面积1440平方公里，区人民政府駐正陽街道。
海拉尔区位于内蒙古东北部大兴安岭西麓的低山丘陵和呼伦贝尔高平原的结合带上，地处海拉尔河上游。是呼伦贝尔市的政治、经济、文化中心，区域交通枢纽，也是草原文化、森林文化、农耕文化、边境文化的碰撞、融汇与演进之地，素有“草原明珠”之称。

## 历史
清雍正十二年（1734年），以伊敏河左岸正式建城。又因其地位于呼伦、贝尔两湖间，于是名之呼伦贝尔城（简称呼伦城）。清末民间以呼伦贝尔城在海拉尔河附近，故亦称之为海拉尔城。宣统三年（1912年）一度随呼伦贝尔部独立，归顺大蒙古国。
1915年撤销獨立設呼倫貝爾特別區域，呼倫貝爾副都統駐海拉爾，實行自治。1920年，撤销自治，设呼伦县管辖境内汉族，县署设在海拉尔旧城西大街，海拉尔受辖于呼伦贝尔副都统衙门、呼伦县署，實行旗县并存，另有中东路海拉尔铁路交涉分局。
中東路事件期間，蘇軍攻佔海拉爾。1929年12月17日，呼伦贝尔青年党领导人福明泰在海拉尔建立索伦共和国；1930年1月13日，索伦共和国瓦解。

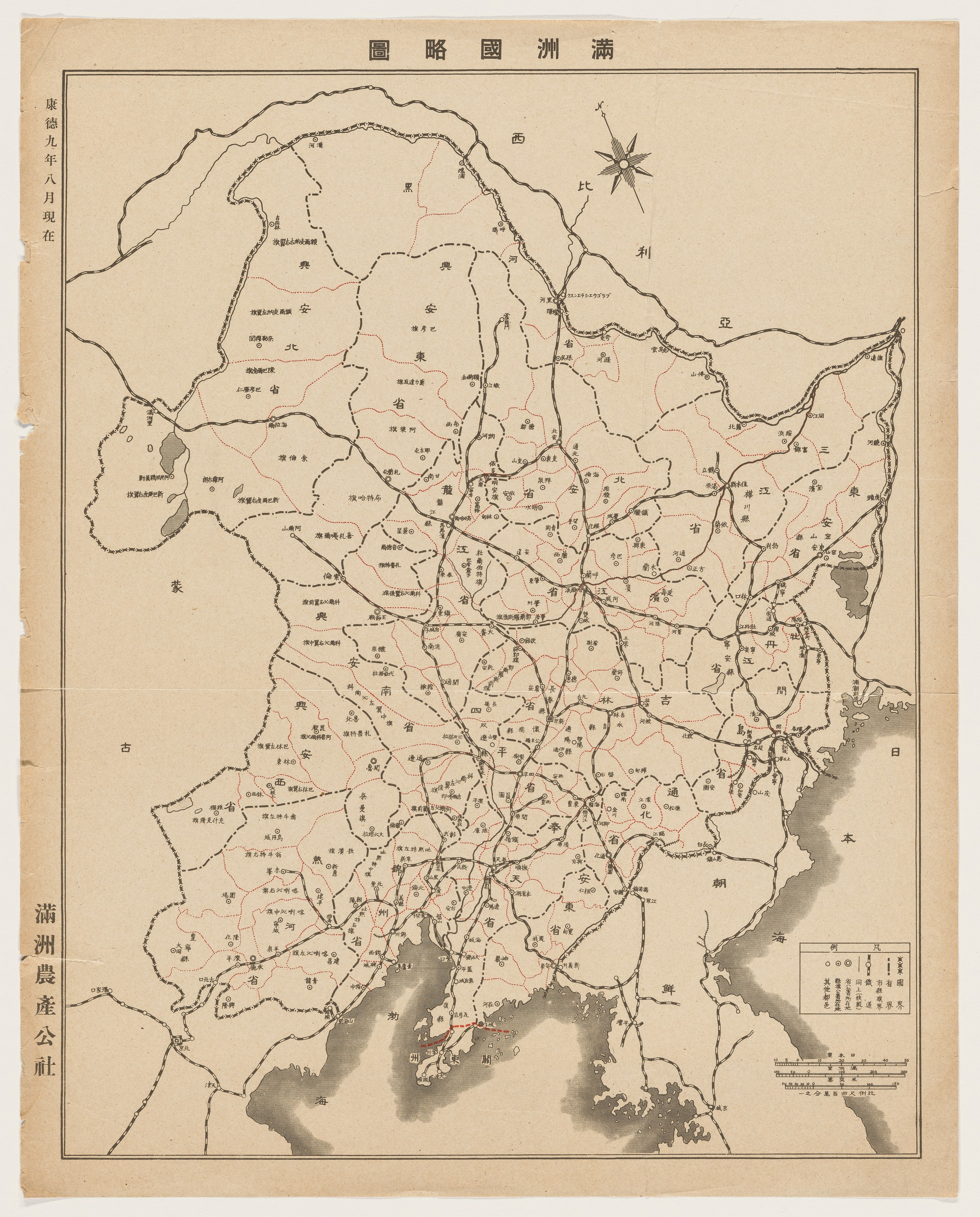
滿洲國治下，海拉尔市为兴安北省省会

1932年满洲国置兴安北分省，1934年改为兴安北省，省会在海拉尔。1940年5月，根据滿洲國國務院第八十九号命令，定海拉尔为市，称海拉尔市。
1945年，国民政府成立興安省，海拉尔市为省会。然而國民黨勢力從未進入，此後海拉爾一直屬於中共統治下。后成为内蒙古自治政府所辖呼伦贝尔盟首府。
1949年中华人民共和国成立后，海拉尔市仍为呼伦贝尔盟首府。
2002年2月，随着呼伦贝尔盟改为呼伦贝尔市，海拉尔也撤市改区，为海拉尔区。

## 人口

### 人口数量
根据第七次人口普查数据，截至2020年11月1日零时，海拉尔区常住人口为365012人。
2022年，总人口36.5万，以汉族为主，还有蒙、回、满、达斡尔、鄂温克、鄂伦春等26个民族。
截至2023年末，海拉尔区拥有户籍总人口287641人，其中，城镇人口273614人，乡村人口14027人，全年出生人口1412人，出生率为4.9‰；死亡人口2559人，死亡率为8.9‰；人口自然增长率为-4.0‰。在总人口中，男性139293人，女性148348人，男女性别比为93.9：100.0。0～17岁人口38320人，占总人口的13.32%；18～34岁人口50116人，占总人口的17.42%；35～59岁126926人，占总人口的44.13%；60岁及以上人口72279人，占总人口的25.13%。

### 民族
海拉尔区人口民族由蒙古族、汉族、回族、满族、达斡尔族等22个民族构成。其中汉族、蒙古族、回族、满族、达斡尔族、鄂温克族、朝鲜族、鄂伦春族、俄罗斯族9个民族人数较多，锡伯族、苗族、壮族、土家族、彝族、纳西族、黎族、柯尔克孜族、侗族、高山族、白族、畲族、藏族13个民族人数较少。截至2023年，海拉尔区有少数民族人口67390人，其中，蒙古族38808人，回族8366人，满族8866人，朝鲜族888人，达斡尔族7197人，鄂温克族1684人，鄂伦春族210人，俄罗斯族1001人，其他民族370人。

### 语言
海拉尔区拥有蒙古族语言方言、达斡尔语方言、鄂温克语方言、俄罗斯语、汉族方言等方言形式。
- 蒙古族语方言

蒙古语属语言学中的阿尔泰语系蒙古语族。蒙语方言的形成主要原因是由于历史上各部落驻牧地域之间山川阻隔造成的差异。海拉尔地区的蒙古族居民都是先后从其他地方迁来定居的，如巴尔虎蒙古族是清中期因朝廷的“移民实边”政策而迁来的，布里亚特蒙古族是民国初期从俄罗斯境内迁入定居的，内蒙古东部区蒙古族是建国后因工作原因陆续调转来此定居的。蒙古族主要居民的蒙语有巴尔虎蒙古语、额鲁特蒙古语、布里亚特蒙古语和东蒙古科尔沁特土语。
- 达斡尔语方言

达斡尔语属阿尔泰语系蒙古语族，达斡尔语支，方言的形成是因历史上居住地域阻隔形成差异，主要方言有布特哈方言、齐齐哈尔方言、海拉尔方言、伊犁方言。海拉尔地区达斡尔族居民主要持达斡尔语海抗尔方言，因居住地域和历史原因，海拉尔方言中借用满语语词和蒙语语词较多。20世纪60年代后，达尔语中一些新词、术语借用汉语语词较多。
- 鄂温克语方言

鄂温克语属阿尔秦语系通古斯语族鄂温克语支，方言差异是由居住地域阻隔而形成，主要方言有布特哈方言、莫尔格勒方言、教鲁古雅方言。海拉尔地区的鄂温克族居民主要是清中期从布特哈地区迁来的索伦部，因此海拉尔地区鄂温克族持布特哈方言较多。鄂温克语方言中借用汉语语词较多。
- 俄语

俄罗斯族在海拉尔地区一度聚集居民较多，俄语与汉语、蒙语都曾在交际场合中较多使用。海拉尔地区许多居民都能流利使用俄语与俄罗斯居民处理商贸、劳务和生活事务。20世纪60年代中苏关系降温后，大多数俄罗斯居民移居国外，少量俄罗斯居民失去了日常的会话环境。海拉尔地区俄罗斯族迁入原因比较复杂，现仍在此地居住的俄罗斯居民多数原来居住在俄罗斯西伯利亚的伊尔库茨克地区和布里亚特蒙古自治共和国境内，20世纪的20~30年代迁人境内定居。日常会话中多有汉语借词。
- 汉族方言

汉语言属语言学中汉藏语系的汉语支，在海拉尔地区生活、工作的人以汉族人数最多，满族、回族在社会交际中也都使用汉语言。汉语在中国有8大方言区，海拉尔地区在方言分类区域中属于北方方言区的东北官话区。且海拉尔与其他东北官话区相隔很远，而在海拉尔本地人们交际的汉语却主要使用接近于标准普通话的东北官话。

### 宗教信仰
海拉尔区中汉族群众主要信仰佛教和道教，基督教或天主教；回族信奉伊斯兰教；俄罗斯族信奉东正教；蒙古族大部分信仰藏传佛教（喇嘛教），少部分和达斡尔族、鄂温克族，鄂伦春族等北方少数民族以信仰共同的传统原始宗教萨满教为主；达斡尔族，鄂温克族、鄂伦春族少数人也有信仰藏传佛教的。

## 地理环境
海拉尔位于内蒙古自治区东北部，呼伦贝尔市中部偏西南，大兴安岭西麓的低山丘陵与呼伦贝尔高平原东部边缘的接合地带，区域范围为东经119°30′48″—120°35′36″；北纬49°05′44″—49°27′15″。

### 地形
位于大兴安岭西麓的低山丘陵与呼伦贝尔高平原交接地带。东高西低，属于“海拉尔内陆断陷盆地”，地貌类型多样，海拔高度在603.0—776.6米之间，相对高差170多米。形成三个地质单元，谢尔塔拉东山二个构造台地，以及“海拉尔盆地”。前者以高平地为主，后者以低平地和河滩地为主，地貌类型可分为低山丘陵、高平地、低平地和河滩地。

### 气候
海拉尔属中温带半湿润半干旱大陆性季风气候。由于纬度偏高，远离海洋，加之大兴安岭的屏障作用，使湿润的海洋性气候团的影响减弱，大部分时间在西伯利亚高压的控制之下，形成了如下区域气候特点：春季多大风而少雨，蒸发量大；夏季温凉而短促，降水集中；秋季降温快，霜冻早；冬季严寒漫长，地面积雪时间长。

### 水文
海拉尔地表水包括海拉尔河、伊敏河及湖泊沼泽。地表水量较为丰富。地下水分为第四系松散沉积物孔隙潜水、丘陵区岛状多年冻土承压水、海拉尔盆地承压水3种，含量十分丰富。

## 风景名胜
海拉尔区拥有海拉尔农业发展园区、世界反法西斯战争海拉尔纪念园、呼伦贝尔古城等景点。2023年1—5月，海拉尔区一日游、过夜游人次、旅游收入均实现3倍增长，接待游客量、旅游收入、人均消费收入均排在呼伦贝尔首位，同时，海拉尔区全区有文旅市场主体530家，比2019年增加208家，旅行社增加134家，创历年来旅行社新增最高纪录。
重要景点
海拉尔农业发展园区
海拉尔农业发展园区，位于呼伦贝尔市海拉尔区奋斗镇东山上，为国家AAAA级旅游景区。园区占地10平方千米，是集“产业、基地、科技、生态”四位一体的现代化农业和生态观光相结合的复合型园区。该项目于2007年9月正式开工建设，并列入呼伦贝尔市农业重点建设项目。园区规划建设“一心、两轴、六园”，即以科技研发为中心，建设横向园区发展轴及纵向园区景观轴，依据周边交通及自然环境，将园区规划分为六园：农业生产园、科技研发园、出口加工园、物流园、展览园、生态旅游园，建设成在内蒙古自治区具有领先水平的现代农业科技示范园区。
世界反法西斯战争海拉尔纪念园
世界反法西斯战争海拉尔纪念园位于海拉尔北山原侵华日军海拉尔要塞遗址，是以第二次世界大战为主题的国家AAAA级旅游景区，也是全国爱国主义教育示范基地、国家级国防教育基地，全国红色旅游经典景区，首批国家级抗战纪念设施、遗址。景区总面积6平方千米，内容包含海拉尔要塞遗址博物馆、地面军事遗址复建、地下工事遗址三部分。其中包括重机枪阵地、野炮阵地；坦克阵地、地下工事通道，日军地下指挥部、士兵宿舍等。是中国现存同类遗址中地上、地下工事最为复杂、规模最大、设施最全、保存最完好的一处。
呼伦贝尔古城
呼伦贝尔古城，位于呼伦贝尔市海拉尔区正阳街，占地7万平方米，为国家AAA级旅游景区。古城由南门、北门、副都统衙门、八大商号、古城商业街等组成，附建镂空小品、人物雕像，是呼伦贝尔市具有标志性的集休闲、观光、娱乐、购物、餐饮于一体的自治区级旅游休闲街区。2022年，呼伦贝尔古城被评为国家级夜间文化和旅游消费集聚区。
海拉尔国家森林公园
海拉尔国家森林公园是中国唯一以樟子松为主体的国家级森林公园，也是国家AAA级旅游景区，早在清代就因被列为呼伦贝尔八景之一，因沙埠古松而著名。公园包含鸟语林、木栈道、儿童研学体验区等区域，既可以欣赏名人峰的树王、情侣松、守望松等景观园林，又可以观赏到孔雀、天鹅、金刚鹦鹉等鸟类。

## 人文
海拉尔是草原文化、森林文化、农耕文化、边境文化的碰撞、融汇与演进之地，素有“草原明珠”之称。 截至2023年，海拉尔区拥有国家级文物遗址3项，自治区级文物遗址7项，市级文物遗址2项，区级文物保护遗址1项，与骨汤手切肉干面、手工酸奶传统制作技艺等非物质文化遗产。 此外，烤全羊、西旗乳羊枣、手把肉、咸奶茶等也是海拉尔区的特色小吃。
特色饮食
海拉尔区人民包括有蒙古族、达斡尔族、鄂温克族、俄罗斯族，回族等多种民族，各民族饮食习惯也有差异。其中蒙古族人民的日常生活食物以肉食、粮食、奶食为主，蔬菜为辅，冬季储冻肉，夏季将肉切条阴干、熏干贮藏备食；达斡尔族主食以米面、肉食、奶食为主；鄂温克族以乳、肉、面为主食，讲究喝奶茶，且有多种奶食，如酸奶、稀奶油、熟奶皮等；俄罗斯族日常喜食面包（列巴）稀米丹、果酱，苏卜汤等俄式饭菜，回族人民饮食比较严格遵守伊斯兰教，规定肉食必须经遵守拜功的人宰杀才可食用，其日常以粮食为主食，肉、鱼、蔬菜为副食，且回族老人喜饮茶，忌烟、酒。
- 手把肉

手把肉是游牧民族千百年来的传统食品。即用手把着吃肉之意。羊、牛、马、骆驼等牲畜及野兽的肉均可烹制手把肉，但通常所讲的手把肉多指手把羊肉而言，手把肉是草原牧民最常用和最喜欢的餐食，也是他们招待客人必不可少的食品。手把羊肉，即为挑选膘肥肉嫩的羊，就地宰杀，扒皮入锅，放入佐料，进行蒸煮，操作简单，只加一小把盐（也有的不加盐，吃时蘸盐），火候适中，血水消失不久，肉熟而不硬。
- 羊背子

羊背子是传统的名贵菜肴，蒙古语称“秀斯”或“乌查”，一般在祭祀、婚嫁、老人过寿或欢迎亲朋贵宾的宴席上才能见到。做法是把全羊卸成七大件（除去胸叉），带尾入锅，加盐煮熟。用大盘先摆四肢、羊背颈胛，羊头放在羊背上，似羊的趴卧姿势。吃时，每人先用蒙古刀从羊尾巴上割取一条吃后就可以各取所需。
- 奶豆腐

奶豆腐是内蒙古当地奶食品之一。其做法是将放置两三天（夏季为一两天）的脱脂酸奶中的凝结部分放入锅中用微火熬煮，并不时搅拌，直至浓稠。之后不停地揉搓挤压，待其变得更加筋道后装入木制模具，晒干即成。此外，奶豆腐根据制做原料的差别，还有生熟之分：生奶豆腐直接使用鲜奶发酵制做；而熟奶豆腐则用熬制奶皮剩下的奶浆，或是提取酥油后余下的奶渣放置发酵后制做而成。
- 马奶酒

马奶酒是内蒙古的特产之一，由马奶发酵而成，酒精含量只有1.5到3度之间，具有祛寒活血的功效。同时，马奶酒也是蒙古族人民日常生活款待宾客的重要饮料，可以单独饮用也可以加果汁、咖啡任意调配。此外，马奶酒还可以作为礼品送给长辈。
- 奶皮子

奶皮子蒙古语又称“乌如木”，是指牛、羊奶上面漂浮的一层脂肪和奶蛋白的混合物，其味有奶香和脂肪香略有甜味。提取的方法是一般在傍晚挤牛奶或羊奶静置一夜，而后于第二天撇去上面的浮油，因这种浮油像奶结了一层皮，所以称其为奶皮子。
习俗
- 那达慕节

“那达慕”是蒙古语，亦称“那雅尔（Nair）”，“那达慕”是蒙语的译音，意为“娱乐、游戏”，以表示丰收的喜悦之情。“那达慕”大会是蒙古族历史悠久的传统节日。那达慕节开始于农历六月初四，持续7到10天。节日期间，活动种类繁多，其中主要以摔跤、赛马、射箭为主。
- 祭成吉思汗陵

成吉思汗祭祀是窝阔台汗为了让毡帐百姓永世纪念父汗的盖世功勋，根据萨满教的教规习俗创建的成吉思汗祭奠活动，到忽必烈时正式颁发圣旨，规定了祭奠成吉思汗先祖的各种祭礼。经过近800年的延续，已经形成了包括四季大宴、八白宫祭奠、祭天、苏力德祭祀等内容的颇具蒙古族传统的固定祭祀文化。成吉思汗祭祀是蒙古贵族最高规格的祭祀活动。一般分为日祭、月祭、四季祭祀（春季白苏鲁克大宴、夏季淖尔大宴、秋季羯羊大宴、冬季特斯满大宴）以及弥俩祭、公羊羔祭、诸台吉祭等等。成吉思汗祭典每季、每月都有一定的讲究和不同规格的形式，在所有祭典中最隆重的一次是春季大典。
艺术
音乐
呼麦，长调和马头琴是蒙古族的三大音乐遗产，被简称为“蒙古族三宝”。其中“呼麦”又称“浩林潮尔”，是蒙古族最古老的艺术形式之一，其发声原理特殊，有时声带振动，有时不振动，是用腔体内的气量产生共鸣，运用特殊的声音技巧，一人同时唱出两个声部，形成罕见的多声部形态。长调是一种具有鲜明游牧文化和地域文化特征的独特演唱形式，它以草原人特有的语言述说着蒙古民族对历史文化、人文习俗、道德、哲学和艺术的感悟，题材集中表现在思乡、思亲、赞马、酒歌等方面。此外，马头琴为蒙古族拉弦乐器的一种，因琴首雕有马头而得名。马头琴的琴身木制，长约一米，用马尾系成两条弦，共鸣箱呈梯形。
舞蹈
蒙古民族民间舞主要有安代舞、盅碗舞、筷子舞、萨吾尔登舞、蒙古萨满舞、查玛舞、摔跤舞（鹰舞）、灰鹤舞、挤奶舞、剪羊毛舞、捣茶舞、马步舞和蒙古鼓舞等。其中安代舞源于蒙古民间原始萨满教传统，具有以歌带舞的集体舞特性，安代意为“抬起头来”或“欠起身来”。其男女老少皆可入场欢跳，没有时间、地点限制，只要依其音乐的节奏甩巾踏步，与领唱歌手相应即可。盅碗舞源自从元代承传下来的蒙古民族民间舞蹈——鄂尔多斯的《酒盅舞》与杜尔伯特部落的《顶碗舞》之结合形式，由蒙古族舞蹈艺术家斯琴塔日哈融合创编而基本成型。此外，筷子舞发源于鄂尔多斯高原，因舞者手执筷子敲击歌舞而得名。主要流传在鄂尔多斯的鄂托克旗、乌审旗一带。表演者右手握一把筷子，手持筷子细头；击打筷子的粗头，用它敲打手掌、肩部、腰部、腿部等处，击打的同时肩部环绕耸动。
非物质文化遗产
截至2020年，海拉尔区拥有京剧、巴尔虎银饰等非物质文化遗产。
| 项目       | 级别 | 类型       | 批次及年份         |
| 巴尔虎银饰 | 市级 | 传统技艺类 | 第四批次（2013年） |
| 京剧       | 市级 | 曲艺类     | 第六批次（2017年） |

巴尔虎银饰
巴尔虎银饰主要制作内容包括巴尔虎头饰（哈布其格、图海、孛勒）、巴尔虎银刀、巴尔虎银碗、巴尔虎银马鞍、巴尔虎发饰。目前仍在使用传统技艺制造巴尔虎银饰的匠师已经很少，代表人物为阿其图、宝德苏荣、额尔敦达来、赛音巴雅尔，代表作品为《巴尔虎头饰》、《巴尔虎刀》、《银碗》、《巴尔虎发饰》、《巴尔虎传统银马鞍》、《巴尔虎传统掐丝手镯》、《马头琴包银》《巴尔虎传统掐丝戒指》、《传统浮雕人物》、《原石挂坠》、《抽象原石戒指》。
文物古迹
- 谢尔塔拉墓地

谢尔塔拉墓地中的“谢尔塔拉”是蒙语“金色草原”的意思。每到七月，遍野的黄花菜竞相开放，很是壮观，由此而得名。墓地位于内蒙古呼伦贝尔市海拉尔区谢尔塔拉镇东约5千米的台地上，西南距海拉尔市区约15千米，南距海拉尔河2千米。墓地1998年首次发掘，共清理出10座墓葬，出土金、银、铜、铁、陶、木、桦树皮器等各类文物，其中不仅有大木弓、铁镞、桦树皮马鞍、玻璃球等百余件文物，还有保存较为完好的10具尸骨。经人种学家鉴定，这些墓主属于北亚蒙古人种，属于公元9～10世纪的室韦墓葬。
- 哈克遗址

哈克遗址博物馆位于海拉尔区哈克镇哈克村，博物馆以哈克遗址出士的石镞原型为建筑造型，建筑面积3500平方米，馆内布展面积1600平方米，馆藏文物935件，其中国家二级文物39件、三级文物2件。其哈克遗址是新石器时代的聚落遗址文化遗存，命名为哈克文化，于1985年被发现，且出土了玉器、骨器、陶器、石镞等细石器文物2000多件。2010年7月2日，哈克遗址博物馆开馆。2013年5月，哈克遗址被国务院公布为第七批全国重点文物保护单位。

## 教育
教育事业保持较快发展。海区有中等职业学校1年，全年招生1 192人，在校生2 604人，毕业生650人。普通中学校23所，全年招生8 071人，在校生22 190人，毕业生7 940人。小学17所，招生2 244人，在校生16 121人。特殊教育学校1年。在校生240人。幼儿园8所，在园幼儿2 039人。

## 行政区划
海拉尔区下辖7个街道办事处、2个镇：
正阳街道、健康街道、靠山街道、胜利街道、呼伦街道、建设街道、东山街道、哈克镇和奋斗镇。

## 交通
- 332国道过境。
- 海拉尔机场

## 友好城市
- 赤塔
- 成吉思市[9]